# 盧普盧伊鄉
47°11′N 27°30′E / 47.183°N 27.500°E
盧普盧伊鄉（羅馬尼亞語：Valea Lupului, Iași），是羅馬尼亞的鄉份，位於該國東北部，由雅西縣負責管轄，面積11平方公里，海拔高度101米，2007年人口3,859，人口密度每平方公里363人。